# Funicolare di Mondovì
La funicolare di Mondovì è un impianto di funicolare costruito nel 1886 per collegare il rione di Breo e quello di Piazza della città di Mondovì.
La ferrovia funzionò ininterrottamente, al netto dei fermi per revisione e rinnovo degli impianti, fino al 1975. Nel 2006 la stessa, radicalmente ricostruita, venne nuovamente inaugurata.

## Storia

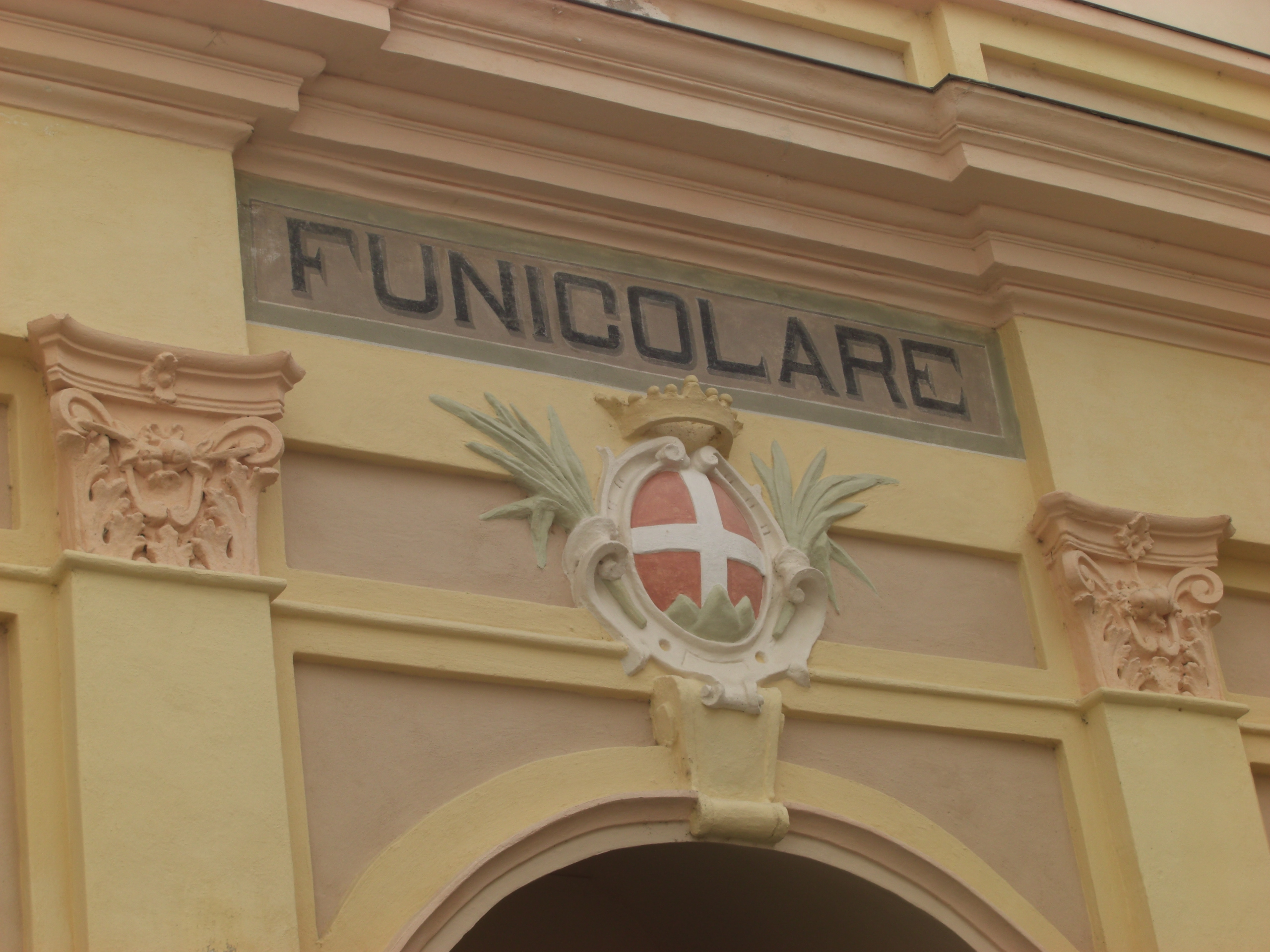
Particolare della stazione a valle

La prima proposta di una funicolare per il collegamento fra Mondovì Piazza e Mondovì Breo, da realizzarsi mediante il sistema messo a punto dall'ingegner Tommaso Agudio, fu avanzata nel 1871 sulle colonne del periodico Monregalese Il Vasco. Il dibattito che ne seguì portò l'anno successivo alla costituzione della Società Anonima della Ferrovia Funicolare tra l'alto e il basso Mondovì.

### Il primo impianto
Dopo aver valutato ulteriori proposte, nel 1885 l'incarico di progettare e realizzare l'impianto viene affidato all'ingegner Alessandro Ferretti, il cui sistema prototipo risultava in corso di realizzazione sul Monte dei Cappuccini, a Torino. La relativa concessione fu deliberata il 3 agosto dello stesso anno. Gestita dallo stesso Ferretti, dopo due giorni di inaugurazione ufficiale la funicolare entrò in servizio il 12 ottobre 1886.
Il 29 luglio 1888 l'esercizio della funicolare, unitamente a quello della tranvia Mondovì-San Michele, venne acquisito dalla Società Monregalese per Opere Pubbliche (SMOP), costituitasi allo scopo a Mondovì, la quale deliberò la sostituzione delle vetture e la riorganizzazione del servizio. Un serio incidente avvenuto l'anno successivo impose però la profonda ricostruzione dell'impianto, per il quale si decise di adottare il sistema di trazione a contrappeso d'acqua e il sistema frenante Abt, rappresentato in italia dalla Società Nazionale Officine di Savigliano (SNOS).
Nel 1891 alle stesse officine SNOS furono ordinate due nuove vetture analoghe a quelle prodotte per la funicolare Sant'Anna di Genova, entrate in servizio l'anno successivo previa chiusura dei terrazzini effettuata direttamente dalla SMOP. Una nuova sostituzione delle vetture con altre più capienti e dotate di illuminazione elettrica fu attuata nel 1923.

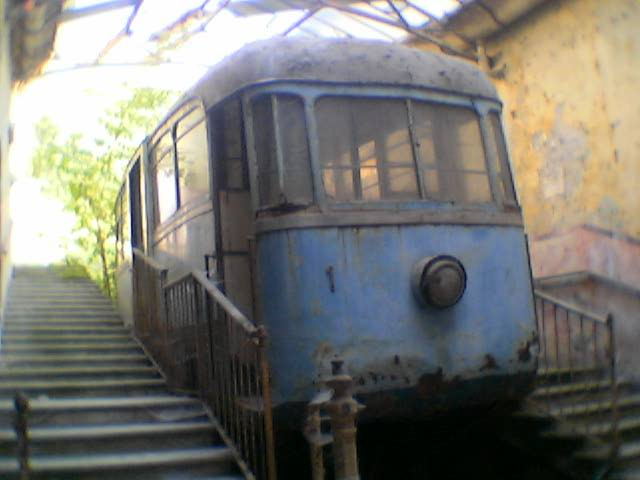
Vettura del 1941

La completa revisione dell'impianto, che comprese la trasformazione a trazione elettrica per evitare gli inconvenienti manifestatisi in passato a causa della carenza d'acqua, fu effettuata dalla società Agudio; l'inaugurazione di tale sistema avvenne il 24 dicembre 1926. Nel 1941, previo potenziamento dell'impianto di trazione, vennero nuovamente sostituite le vetture, costruite dalla Ditta Conta di Torino.
A causa del calo di utenza e soprattutto per l'inderogabilità di costosi lavori per adeguarsi alle nuove normative di sicurezza la funicolare, il cui esercizio era stato prorogato in forma provvisoria, venne chiusa a partire dal 31 dicembre 1975. Per tutta la sua esistenza tale impianto aveva l'elemento cardine di un sistema integrato di trasporti, in virtù della vicinanza con la stazione di Mondovì Breo e quella della citata linea per San Michele, in comune con la tranvia Fossano-Mondovì-Villanova.

### La ricostruzione
Dalla chiusura dell'impianto in poi si accesero numerosi dibattiti in merito alla sua eventuale ricostruzione, fino alla firma del relativo accordo di programma stipulata nel 2002, a ben ventisette anni dalla sospensione "provvisoria" del servizio.
I lavori, finanziati da tutti gli enti locali interessati, furono appaltati nel 2003 a un consorzio il cui referente impiantistico era la Doppelmayr e avviati due anni dopo. Nel 2006 arrivarono a Mondovì le due nuove vetture, di costruzione Carvatech con disegno stilistico Giugiaro.
Il nuovo impianto venne inaugurato il 16 dicembre 2006.

## Caratteristiche
Funzionante secondo il classico sistema "va e vieni", la funicolare di Mondovì offre corse ogni dieci minuti, che le due vetture svolgono in 141 secondi. La lunghezza totale dell'impianto è pari a 544,6 metri, per un dislivello di 137 metri e una pendenza che raggiunge il 260 per mille.

## Galleria d'immagini

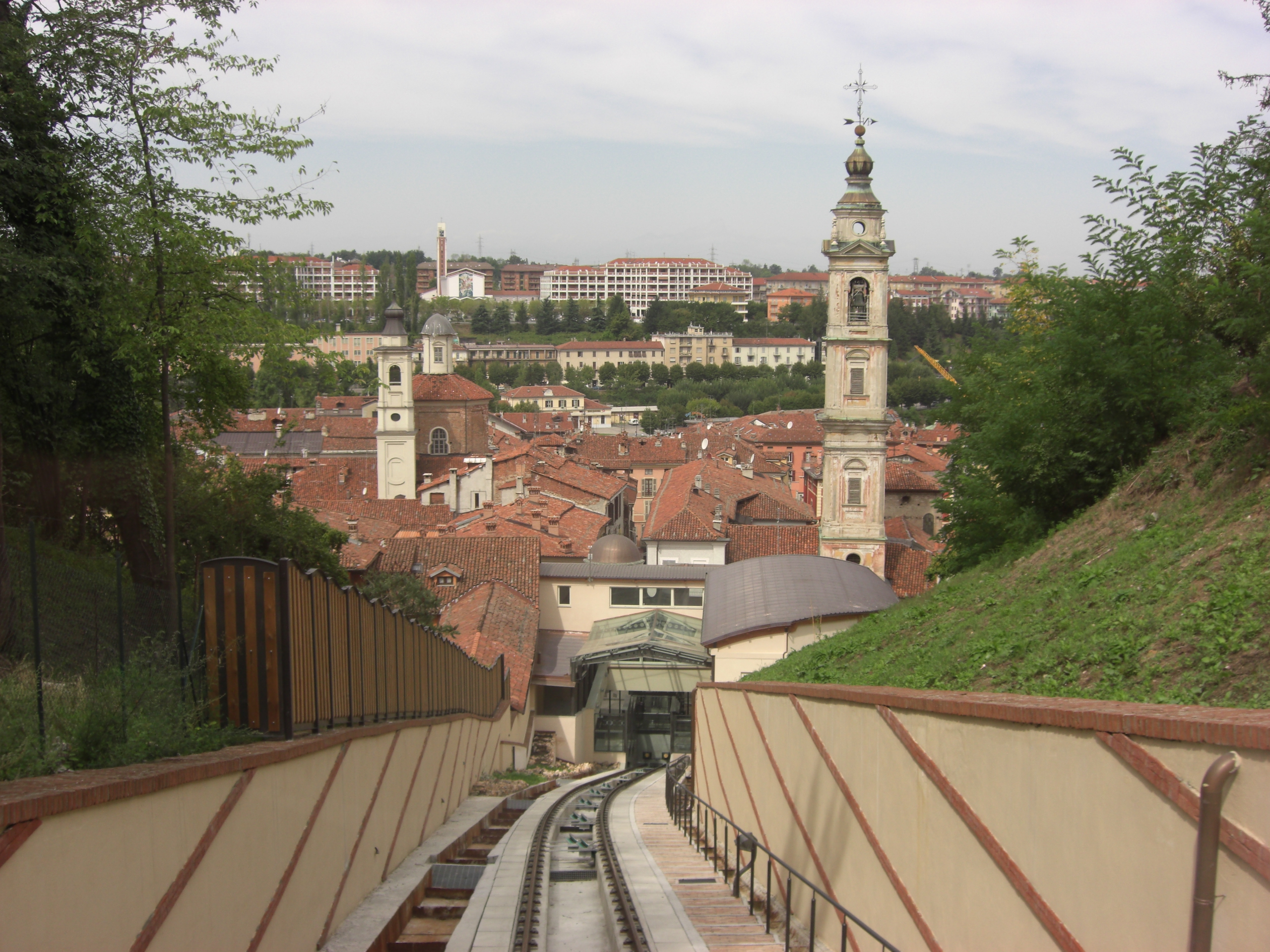
Arrivo a Breo
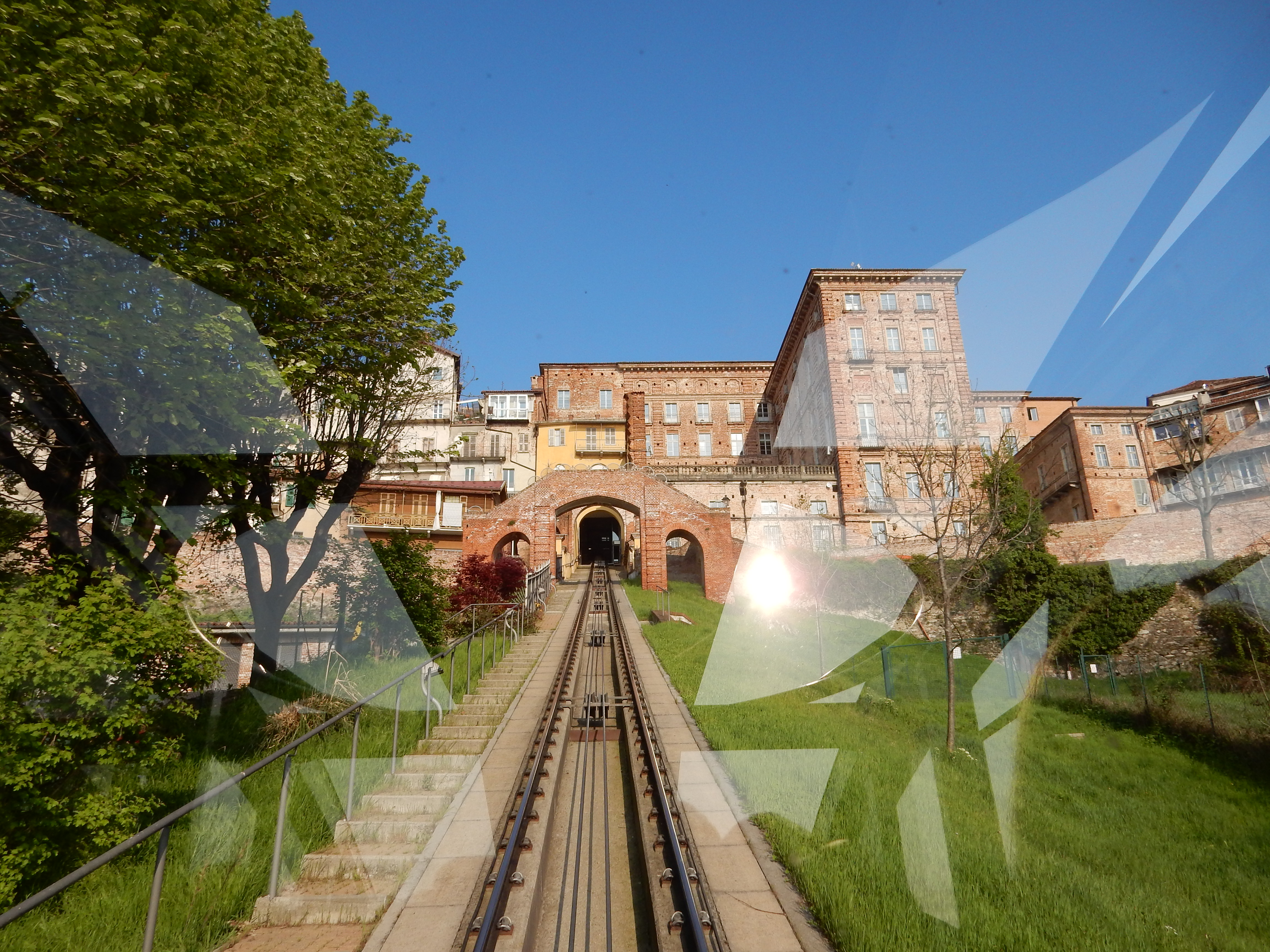
Funicolare in arrivo a Mondovì Piazza
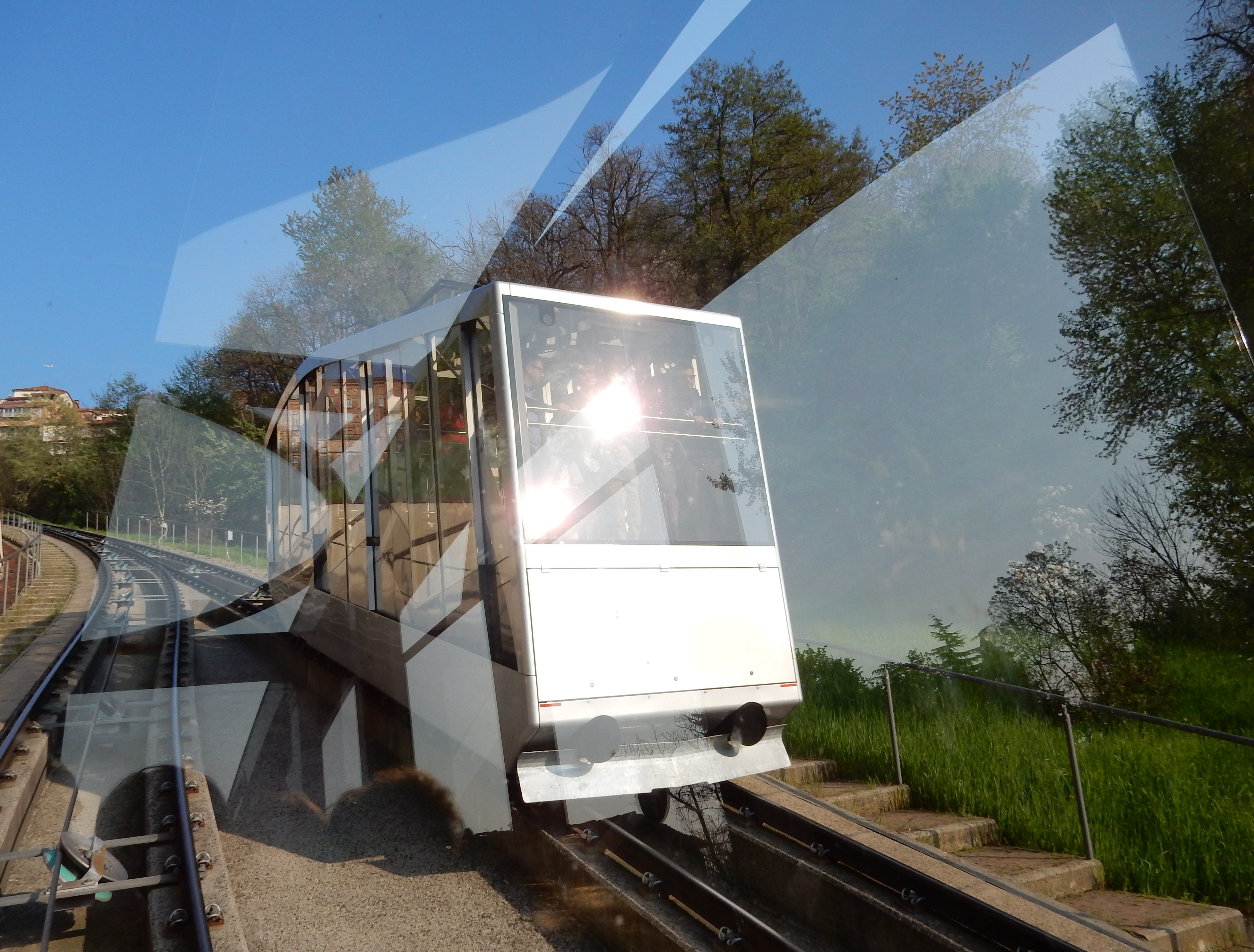
Vettura funicolare nel 2017
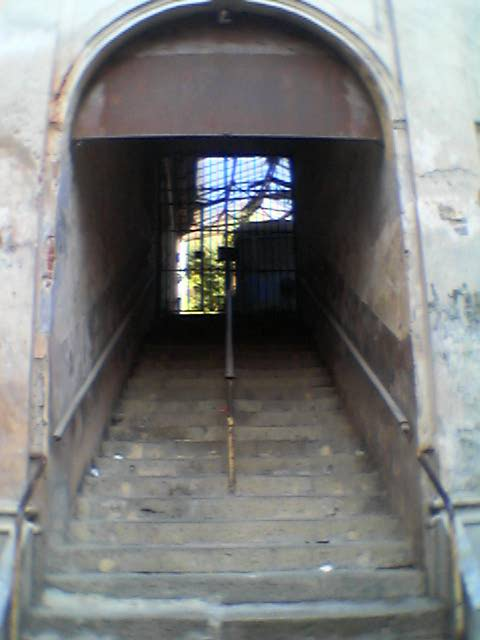
Breo, 2004
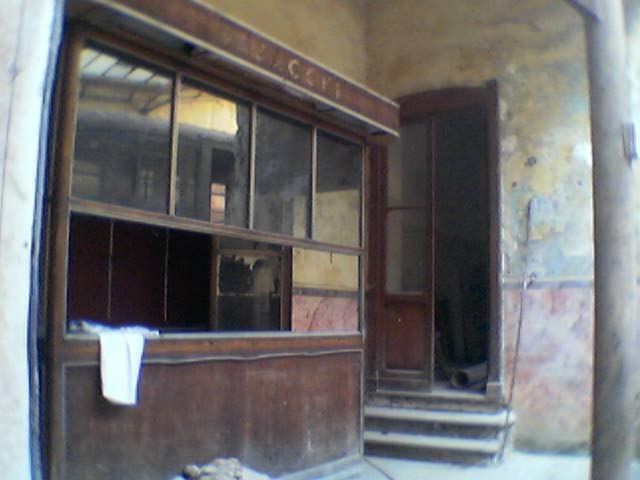
Biglietteria e sala d'attesa nel 2004